# 红色警戒系列
红色警戒系列全称「命令与征服：红色警戒系列」，从属于命令与征服系列，是西木工作室在1997年开始发行的系列游戏。自西木被艺电收购，命令与征服：红色警戒系列被收归其门下继续开发。

## 介绍

### 《红色警戒》
游戏背景：1946年，爱因斯坦博士发明了时间机器，回到了1933年的德国，并杀死了二战主要发动者德国总理希特勒。起初爱因斯坦认为这样做避免了第二次世界大战，可以换来世界和平。但是第二次世界大战仍没有消失，而且打到1950年：苏联共产党总书记斯大林取代了希特勒，苏联向世界进攻。为了世界和平，美国、英国组成盟军对苏宣战。
盟军结局：经过一系列的战斗，包括使用爱因斯坦研制出的超时空传送仪等尖端科技，盟军最后攻克莫斯科，炸平了克里姆林宫。一群盟军士兵在瓦砾中找到了奄奄一息的斯大林，这时，一位盟军高级军官支开了那几名士兵，稍后斯大林被军官亲手杀死，盟军胜利。美国总统扶植洛马诺夫当苏联部长会议主席（总理），成立傀儡政府。接续的剧情是《红色警戒2》。
苏联结局：斯大林统一了全欧洲，但在最后，凯恩谋杀了斯大林与其秘书，凯恩随后失踪，将全世界拖入绵延无尽的冷战时期。接续的剧情是《泰伯利亚系列》。

### 《红色警戒2》
《红色警戒2》与泰伯利亚系列的剧情关系却相当模糊，根据原始命令与征服创作者的解释，因为某些泰伯利亚时代时间旅行的实验导致《红色警戒2》的剧情发生在一个平行时空。《红色警戒2》中，苏联利用心灵控制科技解除了美国的核武攻击并发动了攻击。在资料片《尤里的复仇》里，苏联部长会议主席的顾问——尤里试图利用心灵控制科技来统治全世界，而阻止尤里的方式是利用时间机器回到《红色警戒2》的世界阻止尤里。

### 《红色警戒3》
《红色警戒3》中，由于俄国的科学家赛林斯基根据爱因斯坦的理论成功研制出时间机器，苏联领导人利用时间机器回到过去謀殺盟军科技核心人物爱因斯坦（与一代中爱因斯坦謀殺希特勒的方式相同），因而又产生了一个平行时空，进而导致升阳帝国（即日本）的崛起。

## 系列作品
- 《命令与征服：红色警戒》（1996年）
  - 《命令与征服 红色警戒：反击 》（ ）（1997年）
  - 《命令与征服 红色警戒：余波 》（ ）（1997年）
- 《命令与征服：红色警戒2》（2000年）
  - 《命令与征服 红色警戒2：尤里的复仇》（2001年）
- 《命令与征服：红色警戒3》（2008年）
  - 《命令与征服 红色警戒3：起义时刻》（2009年）
- 《命令与征服：红色警戒 (iOS)》（2009年－2015年，已無法從App Store中下載）

## 阵营

### 苏联
苏联是终极动员令：红色警戒系列中的其中一个势力，以苏俄為主体，东欧、非洲、亚洲、中美洲的一些国家附和而成的联邦。苏联亦是红色警戒中最强的势力之一。
苏联在红色警戒中，因德国威胁的消失而进攻西欧。这裡產生了3个平行宇宙：《终极动员令：泰伯伦黎明》、《红色警戒2》和冷战时期。苏联在红色警戒2中因美国扶植洛马诺夫為傀儡而被反击。从中產生了2个平行宇宙：美国佔领苏联和苏联佔领美国。苏联在《红色警戒3》中濒临瓦解的边缘，因為赛林斯基成功研製出时间机器，这一困境得以改变，但却引来了新的敌人：昇阳帝国，苏联虽然因此没有了核科技，但拥有磁爆科技的苏联实力依旧强劲，厚实的装甲和强大的破坏力仍是苏联军队的特色。

### 盟军
盟军（Allied Forces）是终极动员令：红色警戒系列中的其中一个势力，為西欧及北美发达国家组成的国家联盟。倚重高科技力量和非陆地远程投送打击能力。

### 尤里国
尤里国是《尤里的復仇》中的其中一个势力，是原来苏联部长会议主席的顾问尤里叛逃后建立的新国家，在南极、月球、复活节岛、他的故乡特兰西瓦尼亚都有他的基地，并且在世界各地建立心灵控制器来达到控制全人类的目的，在游戏任务中如果玩家胜利，均为被美苏双方击败（盟军为被俘囚禁，苏联为被传送到恐龙时代）。部队特色为心灵控制、基因突变、部队普遍多用途化（例如能反人员防空的加特林机枪武器、具有水面攻击和陆上轰炸能力的潜艇），但伤害能力不足。

### 升阳帝国
昇阳帝国是《终极动员令：红色警戒3》中的其中一个势力，即日本。游戏故事开始时，苏联在盟军的强大攻势下节节败退，苏联领导人下令使用一种尚未经过测试的机器——时光机，回到过去謀殺爱因斯坦。当苏联领导人回到现代，发现盟军失去了他们的优势科技，苏联成功扭转了局势。但是升阳帝国借此崛起，形成世界上继苏联、盟军后的第三个势力。升阳帝国的建筑为先生产建筑部署载具，再迁移到目标地点展开，因此允许远离建筑基地进行基地扩展；部队部分具有两栖和变形能力、主要着重于能量武器。
注：大陆地区译作“旭日帝国”

## 在中国的状况
- 中国大陆的媒体认为「红色警戒」系列游戏具有反社会主义性质而不支持其在大陆发行销售。[6]《红色警戒》把社会主义国家放在了侵略者的位置上且让苏联的前领导人斯大林成为反派角色，并且游戏里有影射其糜烂的的私生活，这使得使中国大陆政府方面的不满。然而《红色警戒》系列依然风靡中国大陆，玩家依旧可以通过各种途径获得游戏（也包括后来的《红色警戒2》、《红色警戒3》及各代所有数据片），几乎每一代都是中国大陆的网吧必备的游戏，至今仍有相当高的人气。
- 中国人民解放军著名军事专家张召忠海军少将曾建议在电视上直播和讲解红色警戒的对战，却被电视台拒绝了[7]。
- 中国玩家因不满游戏中没有中国并修改原版游戏而把中国加入游戏。在一部分拥有中国的MOD中中国往往拥有大量花哨且极为强悍的单位。其中最知名的是《红色警戒2：共和国之辉》MOD。
- 曾经有中国大陆玩家制作了名为“解放台湾”的MOD；随后，台湾玩家又制作出名为“反攻大陆”的MOD予以“回击”。